# 金·沃里克
金·沃里克（英語：Kim Warwick，1952年4月8日—），澳大利亚前男子网球运动员，生于悉尼，现居美国佛罗里达州克利爾沃特。他曾获得澳大利亚网球公开赛男子双打冠军、法国网球公开赛男子双打冠军、混合双打冠军。